# 솔나방
솔나방은 솔나방과에 속는 곤충으로 학명은 Dendrolimus spectabilis이다.
날개를 편 길이는 수컷이 4 ~ 5cm, 암컷이 6 ~ 8cm이다. 앞날개에는 흰 띠가 3개 있는데, 중앙의 띠는 톱니모양이고 바깥가장자리 띠의 외측에는 흑갈색 무늬가 있다. 성충은 아주 작고 앞날개의 얼룩무늬가 불명료하다.
연 1회 여름에 우화(羽化)하는데 2회 발생하는 것도 있다. 야행성으로 불빛에 잘 날아들며 정지할 때는 날개를 지붕모양으로 접는다.

## 송충이
솔나방의 유충은 소나무·해송 외에도 낙엽송의 잎을 먹는 송충이다.
송충이는 완전히 자라면 몸길이가 7cm에 달한다. 등쪽 면은 은백색으로 자흑색 털이 드물게 나며 가운데와 뒷가슴마디의 등쪽 면에는 띠모양으로 바늘모양의 독침털이 빽빽이 나 있다. 사람이 이 털에 찔리면 염증이 생기거나 피부병을 일으킨다.
여름에 산란되어 부화한 유충은 가을이 되면 가지에서 나무줄기를 타고 내려와 뿌리 등에 잠복하여 월동하고 봄에 다시 나무로 올라가 잎을 먹으며, 6월 무렵 완전히 자라 번데기가 된다.
송충이는 한국·일본·사할린 등지에서 소나무에 피해를 주어 해충으로 분류된다. 효과적인 송충이의 구제법으로는 기온이 그다지 내려가지 않는 초가을에 소나무의 줄기에 짚 등을 띠모양으로 감아 두는 방법이 있다. 이렇게 하면 월동하기 위해 내려온 약령유충(若齡幼蟲)이 그 속에 들어가는데, 이를 봄에 태운다.
천적으로는 딱정벌레목 딱정벌레과에 속한 육식성 곤충인 딱정벌레가 있는데, 파브르가 《곤충기》에서 도축업자에 비유할 정도로 무서운 천적이다. 그외 송충이의 알에 기생하는 송충알벌도 송충이의 천적이다.